# 2018 год в Латвии
В этой статье приведены события, произошедшие в 2018 году в Латвии. 2018 год объявлен Годом чествования семьи в Латвии.

## Высшие должностные лица
| Должность                 | Имя              | Примечание               |
| ------------------------- | ---------------- | ------------------------ |
| Президент Латвии          | Раймондс Вейонис | Союз зелёных и крестьян  |
| Премьер-министр Латвии    | Марис Кучинскис  | Союз зелёных и крестьян  |
| Председатель Сейма Латвии | Инара Мурниеце   | Национальное объединение |

## События

### Январь
- 1 января — Начало обязательного использования всеми медицинскими учреждениями и аптеками системы электронного здравоохранения «э-здоровье» (e-veselība). Отныне больничные листы и рецепты на компенсируемые государством лекарства выписываются и используются только в электронном виде в системе «э-здоровье»[2][3].
- 18 января — В Сейме прошло голосование об отзыве председателя партии «От сердца — Латвии» Ингуны Судрабы из парламентской комиссии по расследованию «дела олигархов», инициированное двумя партиями правящей коалиции: «Единством» и Национальным объединением. Предложение не было поддержано Сеймом: «против» проголосовала фракция «Согласия», а депутаты ещё одной правящей партии СЗК и ряд внефракционных депутатов воздержались при голосовании[4][5].
- 23 января — Правительство Латвии одобрило поправки к закону об образовании, согласно которым будет увеличена роль латышского языка в школьном образовании, в том числе в школах национальных меньшинств, включая полный перевод обучения в средней школе (10-12 классы) на латышский язык к 2021/2022 учебному году[6][7].
- 26 января:
  - В Скрундском крае торжественно сдано в эксплуатацию новое депо пожарно-спасательной службы — первое пожарное депо, построенное в Курземе со времени восстановления независимости страны, и шестое подобное депо в современной Латвии, возведённое с нуля. Предыдущее пожарное депо в Скрунде было построено в 1936 году, но в 2011 году оно развалилось, после чего пожарные находились во временных помещениях. В новом депо будет находиться также пункт государственной полиции[8][9].
  - Два депутата Сейма покинули фракцию «Единства» после решения этой партии поддержать отзыв председателя «От сердца — Латвии» Ингуны Судрабы из парламентской комиссии по расследованию «дела олигархов»[10]. В результате фракция «Единства» теперь располагает двадцатью депутатами в Сейме, уступив второе место по величине фракции Союза зелёных и крестьян, в которой состоит двадцать один депутат[11].
- 27-28 января — На трассе в Сигулде прошёл чемпионат Европы по санному спорту, совмещённый с девятым этапом кубка мира по санному спорту[12].

### Февраль
- 1 февраля — Сейм Латвии принял изменения в Закон о публичных закупках, согласно которым в закупках не смогут участвовать предприятия, зарегистрированные в странах с низким уровнем налогообложения (офшорах), а также фирмы, больше 25 % акций которых принадлежат предприятиям, зарегистрированным в офшорах[13][14].
- 5 февраля — Министр финансов Латвии Дана Рейзниеце-Озола заявила, что министерство финансов после анализа поправок к Закону о публичных закупках пришло к выводу, что они не соответствуют международным нормам: ограничение права на участие в закупках только на основании страны регистрации фирмы неправомерны и могут быть оспорены в судах[15].
- 9 февраля — Президент Латвии Раймондс Вейонис вернул в Сейм поправки к Закону о публичных закупках, призвав доработать их и привести в соответствие с правовыми актами ЕС. Это уже седьмой закон, который президент отказался провозгласить за неполные три года своего срока (с лета 2015 года). Президент призвал Сейм исправить системную проблему принятия поспешных и непродуманных решений и отметил необходимость изменения правил работы Сейма[16][17].
- 9-11 февраля — В Елгаве прошёл двадцатый Международный фестиваль ледовых скульптур[18][19].
- 17 февраля — Президент Банка Латвии Илмар Римшевич был допрошен Бюро по предотвращению и борьбе с коррупцией по подозрению в вымогательстве взятки в размере более ста тысяч евро. Днём ранее был проведён обыск по месту работы и жительства главы Банка Латвии. 19 февраля Илмар Римшевич был отпущен под залог, ему запрещено выезжать за пределы Латвии и выполнять обязанности президента Банка Латвии[20][21][22].
- 19 февраля — Латвия получила первую медаль на XXIII Зимних Олимпийских играх: бобслеисты Оскар Мелбардис и Янис Стренга заняли третье место[23].
- 24 февраля — На отборе[англ.] представителя Латвии для участия в конкурсе «Евровидение» победила Лаура Риццотто с песней «Funny Girl»[24].

### Март
- 10 марта — Генеральный директор Службы госдоходов Латвии Илзе Цируле была найдена мёртвой в собственном доме[25][26]. Исполняющей обязанности генерального директора СГД назначена заместитель генерального директора СГД Даце Пелека[27].
- 15 марта:
  - Городская дума Юрмалы приняла решение о том, что с первого июня 2018 года проезд в общественном транспорте станет бесплатным для всех жителей города. Ранее только школьники и пенсионеры, проживающие в Юрмале, могли бесплатно пользоваться общественным транспортом города[28][29].
  - Сейм Латвии отказался поддержать предложение «Национального объединения» о признании 16 марта официальным днём памяти латышских воинов[30][31]. При этом в первом чтении был одобрен законопроект, инициированный партией «Единство», о придании 11 ноября статуса официального праздничного и выходного дня[30].
- 24 марта — Сейм Латвии принял в третьем чтении поправки к закону об образовании, отражающие выдвинутое в январе этого года предложение правительства о поэтапном увеличении роли латышского языка в процессе обучения в основных и средних школах. В результате реформы к 2021/2022 учебному году обучение в основных школах с седьмого класса должно вестись на 80 % на латышском языке, а в средних школах полностью на латышском языке. На языках национальных меньшинств будет возможно изучать родной язык, литературу и предметы, связанные с национальной культурой и историей[32][33].
- 26 марта — Латвия уведомила посольство России о высылке одного из дипломатов и представителя компании «Аэрофлот» в Латвии в связи с «Делом Скрипаля»[34].
- 30 марта — В ответ на высылку представителя своего посольства из Латвии Россия обязала одного из сотрудников посольства Латвии покинуть территорию РФ[35].
- 31 марта — прошло Вселатвийское родительское собрание против нового этапа школьной реформы, ограничивающей обучение в школах на русском языке[36].

### Апрель
26 апреля — Сейм утвердил поправки к закону о пенсиях, предусматривающие выплату «вдовьего пособия» в размере 50 % от пенсии умершего супруга в первый год после его смерти пережившему супругу с 1 января 2019 года.